# Roman Fąfara

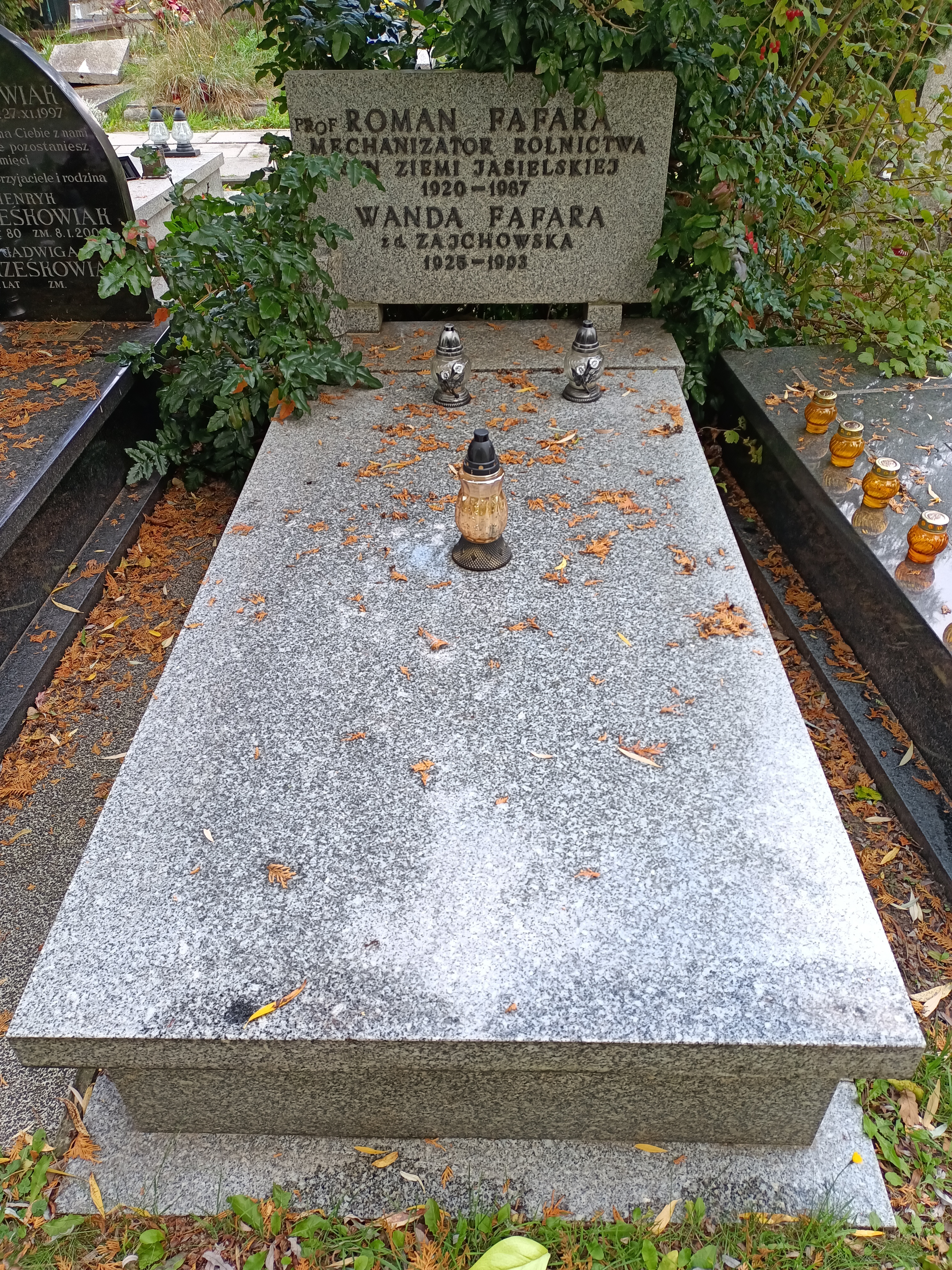
Grób Romana Fąfary na cmentarzu Wojskowym na Powązkach

Roman Fąfara (ur. 6 kwietnia 1920 w Warzycach, zm. 24 marca 1987) – polski inżynier mechanik, specjalista w zakresie maszyn rolniczych.

## Życiorys
Po ukończeniu gimnazjum w Jaśle rozpoczął studia na Wydziale Mechanicznym Politechniki Lwowskiej, naukę przerwał wybuch II wojny światowej. Podczas okupacji radzieckiej pracował fizycznie na wsi i uczestniczył w tajnych kompletach, a następnie wstąpił w szeregi Armii Ludowej. Po zakończeniu wojny zamieszkał w Krakowie, gdzie kontynuował studia na Akademii Górniczo-Hutniczej. W 1948 uzyskał dyplom magistra inżyniera mechanika, a następnie pozostał rozpoczynając pracę naukową jako asystent w Katedrze Pojazdów Mechanicznych. W tym samym roku przeprowadził się do Wrocławia zatrudnił się w Katedrze Konstrukcji Maszyn Rolniczych Politechniki Wrocławskiej, początkowo jako asystent, a następnie jako adiunkt. W 1951 objął funkcję kierownika naukowego Stacji Doświadczalnej i kierownika Zakładu Zbioru Zbóż, Zielonek i Kultur Technicznych Instytutu Elektryfikacji i Mechanizacji Rolnictwa w Kłudzienku. W 1954 habilitował się, w 1958 został zastępcą dyrektora do spraw naukowych. W 1966 uzyskał tytuł profesora nadzwyczajnego, a trzy lata później objął stanowisko dyrektora naczelnego Instytutu Elektryfikacji i Mechanizacji Rolnictwa. W 1972 został profesorem zwyczajnym, w 1980 przeszedł na emeryturę. Pochowany na cmentarzu Powązki Wojskowe w Warszawie (kwatera K-6-30). 

## Członkostwo
- Centralna Komisja Kwalifikacyjna ds. Pracowników Naukowych;
- Rada Główna w Ministerstwie Nauki, Szkolnictwa Wyższego i Techniki;
- Komisja Rolnictwa i Gospodarki Żywnościowej PZPR;
- Komisja Nagród Państwowych.

## Odznaczenia
- Krzyż Oficerski Orderu Odrodzenia Polski;
- Złoty Krzyż Zasługi;
- Order Sztandaru Pracy I kl.;
- Order Sztandaru Pracy II kl.;
- cztery złote i dwie srebrne Odznaki Honorowe NOT.